# Townsend, Tennessee
Townsend är en ort i Blount County i Tennessee. Vid 2010 års folkräkning hade Townsend 448 invånare.